# مارتی (داکوتای جنوبی)
مارتی(به انگلیسی: Marty) شهری در ایالت داکوتای جنوبی کشور ایالات متحده آمریکا است که جمعیت آن در سرشماری سال ۲۰۱۰ میلادی، ۴۰۲ نفر بوده‌است.